# Der Glücksschneider
Der Glücksschneider è un cortometraggio muto del 1916 diretto da Hans Otto Löwenstein.

## Produzione
Il film fu prodotto dalla Philipp und Preßburger-Film, Wien.

## Distribuzione
Uscì nelle sale cinematografiche austriache presentato a Vienna il 7 gennaio 1916.